# 아시카가 미치오
아시카가 미치오(일본어: 足利 道夫, 1950년 5월 22일 ~ )는 일본의 전 축구 선수이다.

## 국가대표팀 경력
그는 1971년 하계 올림픽 예선에 참가할 일본 국가대표팀에 발탁되었으며, 9월 23일 말레이시아와의 경기에서 데뷔했다. 그는 1975년까지 국제 A매치 통산 7경기에 출전했다.

## 통계
| 일본 | 일본 | 일본 |
| 연도 | 출전 | 득점 |
| ---- | ---- | ---- |
| 1971 | 1    | 0    |
| 1972 | 3    | 0    |
| 1973 | 2    | 0    |
| 1974 | 0    | 0    |
| 1975 | 1    | 0    |
| 통산 | 7    | 0    |